# Комблен о Пон
Комблен о Пон (на френски: Comblain-au-Pont) е селище в Югоизточна Белгия, окръг Лиеж на провинция Лиеж. Населението му е около 5400 души (2006).